# Fukumura Mizuki
Fukumura Mizuki (譜久村聖; Tokió, 1996. október 30. –) japán énekesnő, színésznő és táncosnő. A Morning Musume kilencedik generációjának tagja.

## Élete

### 2006-2010
2006-ban részt vett a „Kirarin ☆ Girl Contest 2006” elnevezésű versenyen, amin második helyezést ért el. 2008-ban csatlakozott a Hello! Project Eggs-hez, 2009-ben pedig tagja lett a „Shugo Chara” című anime néhány dalát éneklő Shugo Chara Egg! elnevezésű csoport második generációjának. 2010-ben Mano Erina „Haru no arashi” és „Onegai dakara” című kislemezeinek videoklipjében háttértáncosként szerepelt, majd jelentkezett a Morning Musume 9. generációjának meghallgatásaira, amin, mint arról ő értesült, elbukott.

### 2011
2011. január 3-án a Hello! Project futó téli koncertturnéjának egy állomásán került kihirdetésre a MoMusu 9. generációjának névsora, és Cunku bejelentette, hogy Mizuki is csatlakozik a csapathoz. Ő ezen a koncerten háttértáncosként vett részt, és ő lepődött meg a legjobban Cunku döntésén, hiszen korábban arról értesítették, a meghallgatásokon nem felelt meg a követelményeknek. Mint elmondta, azzal, hogy Morning Musume tag lett, egy álma vált valóra.

### 2012-2013
2012 nyarán részt vett a Morning Musume 9. és 10., valamint a S/mileage 2. generációjával a  „Mosuma FC Event ~Gachi☆Kira~” fanklub event-en, majd játszott a „Stacey’s Shoujo Saisatsu Kageki” című musicalben. Szeptemberben elindult a 9. és 10. generáció blogja, és a 9. generáció „Alo Hello” photobook-jában is szerepelt. Októberben nemzetközi kézfogásevent-eken vett részt a csoport további négy tagjával. 2013 márciusában bejelentették, hogy szóló DVD-t kap, és megjelenik szóló photobook-ja is, a „MIZUKI”. Májusban kinevezték a Morning Musume egyik alvezetőjévé. Augusztusban vendége volt az Idol Hour Hello! Project-nek.

### 2014-2016
Micsisige Szajumi távozása után ő lett a csapat vezetője. 2016 december 31-én bejelentették, hogy a °C-ute távozásával Vada Ajaka lesz a Hello! Project vezetője, az alvezető pedig Fukumura Mizuki.

## Filmográfia

### TV sorozatok
- Shugo Chara! Party! ... Amulet Heart (アミュレットハート) (2009 – 2010)
- Sūgaku Joshi Gakuen (2012)

### TV show
- Bijo Gaku (美女学) (2011)
- Hello Pro! TIME (ハロプロ！ＴＩＭＥ) (2011 – 2012)
- Hello! SATOYAMA Life (ハロー！ＳＡＴＯＹＡＭＡライフ) (2012 – 2013)
- The Girls Live (2014 – )

## Fordítás
- Ez a szócikk részben vagy egészben  a   Mizuki Fukumura című angol Wikipédia-szócikk fordításán alapul.  Az eredeti cikk szerkesztőit annak laptörténete sorolja fel. Ez a jelzés csupán a megfogalmazás eredetét és a szerzői jogokat jelzi, nem szolgál a cikkben szereplő információk forrásmegjelöléseként.